# Telescopus hoogstraali
Espèce
Synonymes
- Telescopus fallax hoogstraali
Schmidt & Marx 1956

Statut de conservation UICN

 EN B1ab(iii) : En danger
Telescopus hoogstraali  est une espèce de serpents de la famille des Colubridae.

## Répartition
Cette espèce se rencontre :
- dans le Sud d'Israël ;
- dans le sud-ouest de la Jordanie.

## Description
L'holotype de Telescopus hoogstraali, un mâle, mesure 993 mm dont 153 mm pour la queue. Cette espèce a une tête entièrement noire. Son dos est gris sombre avec de fines rayures sombres. Sa face ventrale est clair tacheté de noir et présentant une large bande médiane sombre.

## Étymologie
Cette espèce est nommée en l'honneur de Harold Hoogstraal (1917–1986) qui a collecté le spécimen étudié.

## Publication originale
- Schmidt & Marx, 1956 : The herpetology of Sinai. Fieldiana, vol. 39, n. 4, p. 21-40 (texte intégral).